# 정규 행렬
선형대수학에서 정규 행렬(正規行列, 영어: normal matrix)은 스스로의 켤레 전치와 가환하는 정사각 행렬이다.

## 정의
복소수 {\displaystyle n\times n} 정사각 행렬 {\displaystyle N}에 대하여, 다음 두 조건이 서로 동치이며, 이를 만족시키는 {\displaystyle N}을 정규 행렬이라고 한다.:664–665
- {\displaystyle NN^{\dagger }=N^{\dagger }N} ({\displaystyle N^{\dagger }}는 켤레 전치).
  - 실수 행렬의 경우 이 조건은 {\displaystyle NN^{\top }=N^{\top }N}과 동치이다 ({\displaystyle N^{\top }}은 전치 행렬).
- (유니터리 대각화 가능성) {\displaystyle U^{-1}NU}가 대각 행렬이 되는 유니터리 행렬 {\displaystyle U\in \operatorname {U} (n)}이 존재한다.
  - 특히, 정규 행렬의 고유 공간들은 서로 직교한다.
  - 이 조건은 실수 행렬에서 직교 대각화 가능성으로 대체할 수 없다. (예를 들어, 0도 또는 180도가 아닌 회전 행렬은 실수 직교 행렬이며, 특히 정규 행렬이지만, 실수 고윳값을 가지지 않는다.)

## 성질

### 연산에 대한 닫힘
정규 행렬 {\displaystyle N} 및 자연수 {\displaystyle k\in \mathbb {N} } 및 복소수 {\displaystyle a\in \mathbb {C} }에 대하여, {\displaystyle aN}과 {\displaystyle N^{k}} 역시 정규 행렬이다. 가역 정규 행렬 {\displaystyle N}에 대하여, {\displaystyle N^{-1}} 역시 정규 행렬이다. 그러나 두 정규 행렬의 합과 곱은 정규 행렬일 필요가 없다.

### 충분 조건
다음 복소수 정사각 행렬들은 모두 정규 행렬이다.:664–665
- 에르미트 행렬
- 반에르미트 행렬
- 유니터리 행렬
- 대각 행렬

복소수 정사각 행렬에 대하여, 다음 세 조건이 서로 동치이다.:315–316, §8.5, Theorem 20
- 상삼각 정규 행렬이다.
- 하삼각 정규 행렬이다.
- 대각 행렬이다.

### 유리 표준형
복소수 {\displaystyle n\times n} 정사각 행렬 {\displaystyle N}이 정규 행렬이라면, {\displaystyle U^{-1}NU}가 유리 표준형이 되는 유니터리 행렬 {\displaystyle U\in \operatorname {U} (n)}이 존재한다.:356, §9.6, Corollary 만약 추가로 {\displaystyle N}의 모든 성분이 실수일 경우, {\displaystyle Q^{-1}NQ}가 유리 표준형이 되는 실수 직교 행렬 {\displaystyle Q\in \operatorname {O} (n;\mathbb {R} )}가 존재한다.:356, §9.6, Corollary

## 같이 보기
- 정규 작용소